# Euophrys wanyan
Euophrys wanyan es una especie de araña saltarina del género Euophrys, familia Salticidae. Fue descrita científicamente por Berry, Beatty & Prószyński en 1996.
Habita en Oceanía.